# Canton (Wisconsin)
Canton es un pueblo ubicado en el condado de Buffalo en el estado estadounidense de Wisconsin. En el Censo de 2010 tenía una población de 305 habitantes y una densidad poblacional de 3,29 personas por km².

## Geografía
Canton se encuentra ubicado en las coordenadas 44°33′21″N 91°49′11″O / 44.55583, -91.81972. Según la Oficina del Censo de los Estados Unidos, Canton tiene una superficie total de 92.78 km², de la cual 92.73 km² corresponden a tierra firme y (0.05%) 0.04 km² es agua.

## Demografía
Según el censo de 2010, había 305 personas residiendo en Canton. La densidad de población era de 3,29 hab./km². De los 305 habitantes, Canton estaba compuesto por el 96.72% blancos, el 0% eran afroamericanos, el 0% eran amerindios, el 0% eran asiáticos, el 0% eran isleños del Pacífico, el 3.28% eran de otras razas y el 0% pertenecían a dos o más razas. Del total de la población el 3.61% eran hispanos o latinos de cualquier raza.